# مورتال كومبات 1 (لعبة فيديو)
مورتال كومبات 1 (بالإنجليزية: Mortal Kombat 1)‏، هي لعبة قتال، من تطوير شركة نيثرريلم ستوديوز الأمريكية، ونشر وارنر برذرز إنترآكتيف إنترتيمنت، وهي اللعبة الثانية عشرة في سلسلة مورتال كومبات وتحمل الرقم 1 في عنوانها ولا تتعلق باللعبة الأصلية إطلاقاً، هذه اللعبة ستتبع لعبة مورتال كومبات 11 التي صدرت عام 2019 وستكون الريبوت الثاني لهذه السلسلة بعد لعبة مورتال كومبات التي صدرت عام 2011. تم الإعلان عن اللعبة في 18 مايو 2023، وصدرت في 19 سبتمبر 2023 على أجهزة بلاي ستيشن 5، وإكس بوكس سيريس إكس، ونينتندو سويتش، ومايكروسوفت ويندوز، تدعم اللعبة اللغة العربية بما في ذلك ترجمة القوائم والحوارات والنصوص.

## الموجز
بعد هزيمة Kronika و شانغ تسونغ ، يستخدم إله النار، ليو كانغ  Kronika، قوتهم الرملية لإعادة إنشاء الكون قبل التخلي عن السيطرة عليه لصالح غيراس ليصبح حامي كوكب الأرض. بمرور الوقت، يشكل تحالفًا هشًا مع العالم الخارجي، تحت رعاية استمرار بطولات القتال المميت. في الوقت الحاضر، يكافح شانغ تسنغ الذي لا حول له ولا قوة لكسب لقمة العيش في العالم الخارجي، كرجل محتال حتى يقترب منه شخص غامض يُدعى "داماشي"، الذي يكشف عن قدرته على أن يصبح ساحرًا وأن القوى غير المرئية تعمل ضده. في هذه الأثناء، يقوم ليو كانغ بتجنيد المزارعين كونغ لاو ورايدن ، والممثل المكافح جوني كيج ، وعضو ياكوزا السابق كينشي تاكاهاشي للمنافسة في البطولة الأخيرة، مع اختيار رايدن في النهاية كبطل كوكب الأرض والفوز بالبطولة.
بعد أن تعلم من غِرَس أن شانغ تسونغ استعاد قدراته ويعمل كمستشار لإمبراطورة العالم الخارجي سندل ، يكلف لو كانغ، وكينشي، وكونغ لاو، وجوني بالتحقيق في أنشطة شانغ تسونغ الشريرة. يسافرون إلى الأراضي القاحلة في العالم الخارجي، حيث يواجهون التاركاتان، ضحايا فيروس تاركات، ويشهدون Shang Tsung وهو يستخرج نخاع العظم من زعيم التاركاتان، باراكا . على الرغم من أن تشوان تشي يستخدم العديد من النفوس لإنشاء إرماك ، إلا أن المجموعة تهزمهم وتدمر أحد سارقي الروح قبل الجميع باستثناء عودة باراكا إلى كوكب الأرض لتحذير لو كانغ.
يأمر ليو كانغ محاربي اللين كوي ساب-زيرو والسكوربيون و سموك بتدمير سارقي الروح والقبض على شانغ تسونغ، لكن الأخير يتأرجح الثاني إلى جانبه من خلال وعده بالوصول إلى جيش التنين أوندد.
بعد معركة شاقة، انتصرت مجموعة لوكانغ، مما سمح له بمحو الجبار شانغ تسونغ وجدوله الزمني من الوجود. بعد إعادة كل من قام بتجنيده إلى جداولهم الزمنية الأصلية، يعود لو كانغ إلى جداوله الزمنية الأصلية لتهنئة أبطاله على العشاء قبل المغادرة لمساعدة سكوربيون وسموك في تأسيس عشيرة شيراي ريو وإعداد كوكب الأرض للصراعات المستقبلية.

## طريقة اللعب
يتميز هذا الإصدار، بوضع القصة وتعدد اللاعبين عبر الإنترنت مع رمز الشبكة التراجعي واللعب دون اتصال بالإنترنت. تقدم اللعبة ميزة تسمى Kameo Fighters، والتي توفر المساعدة للاعب أثناء المعارك بطريقة مشابهة لمقاتلي مساعدة العلامات في وضع Towers of Time في مورتال كومبات 11 (2019). هذه الشخصيات المذكورة، هي منفصلة عن القائمة الرئيسية ويتم اختيارها قبل كل قتال. هناك نوعان من الأسستز التي يقدمها كل مقاتل من Kameo: الاستدعاء، والذي يمكن تنفيذه أثناء بقاء اللاعب في مكان واحد، والكمائن، والتي يمكن تنفيذها بغض النظر عما يفعله اللاعب. ويمكن أيضًا استدعاؤهم لأداء الضربات المبرحة، والفايتاليتيز الخاصة بهم. بالإضافة إلى ذلك، يؤثر مقاتلي الكاميو المختار أيضًا على مدى الصحة التي سيحصل عليها اللاعبون في القتال.  
الضربات القاتلة، التي تم تقديمها لأول مرة في مورتال كومبات 11 ، ستعود بوظائف مختلفة. لا يزال من الممكن تفعيل هذه التحركات الخاصة ، عندما تنخفض صحتك إلى أقل من 30% فقط، ولكن في هذه اللعبة، يتم تنفيذها كحركات هجومية تعاونية بينك وبين مقاتل الكاميو، حيث يقوم كل منهما بتنفيذ هجوم جنبًا إلى جنب. بالإضافة إلى ذلك، فإن الهجوم الأكثر أهمية الذي تم تنفيذه أثناء الضربة القاتلة يتميز بتأثيرات X-Rays التي شوهدت في مورتال كومبات إكس (2015).  يعود أيضًا نظام التحرير والسرد Air Kombat الذي ظهر في كل من الإصدار السابع الصادر عام (2006) واللعبة الحركية المتفرعةمورتال كومبات شاولين مونكز (2005). 
بالنسبة لطور اللاعب الفردي، تتميز اللعبة بعودة وضع القصة المبني على الحبكة والشكل التقليدي لوضع الأبراج من الألعاب السابقة، مع تقديم إضافة وضع الغزو الموسمي، وهو وضع عبر الإنترنت يجمع بين آليات القتال ولعبة اللوحة، لعبة تقمص أدوار .  يتم تكليف اللاعبين بالتحرك في جميع أنحاء اللوحة أثناء إكمال التحديات المختلفة في كل مساحة ينتقلون إليها، وكسب مكافآت مثل الجلود، أو العملة داخل اللعبة، أو الفن المفاهيمي لإكمال التحديات. يستمر كل موسم غزو في اللعبة، حوالي ستة أسابيع وله لوحة وموضوع خاص به.  بالنسبة لطور اللعب الجماعي، تتضمن الأوضاع مقابل الوضع المحلي للعب مباراة على نفس وحدة التحكم، والوضع عبر الإنترنت للعب ضد الخصوم في جميع أنحاء العالم، ووضع التورنمنت (Tournament) "الدورة" لاستضافة دورة بقاعدة موحدة محددة من أجل المباريات.